# 용국
용국(본명: 김용국, 중국어 간체자: 金龙国, 정체자: 金龍國, 병음: Jīn Lóngguó 진룽궈[*], 1996년 3월 2일 ~ )는 중국의 가수이다. 2017년 《PRODUCE 101 시즌 2》에 참가하였으나 최종 21위로 탈락하였다. 2017년 7월 31일, 시현과 함께 용국&시현을 결성하였다. 그리고 2017년 10월 18일, 《PRODUCE 101 시즌 2》의 참가자였던 노태현, 타카다 켄타, 김상균, 권현빈, 김동한과 함께 보이 그룹 JBJ로도 데뷔하였다

## 음반 목록
- 참여 싱글
  - 2017: PRODUCE 101 〈나야 나 (PICK ME)〉
  - 2017: Knock 〈열어줘〉

## 음반 외 활동 목록

### 텔레비전 프로그램
- 2017: 《프로듀스 101 시즌2》 - 참가자
- 2017: 《잘봐줘 JBJ》
- 2017: 《집사인 게 자랑》
- 2018: 《더 쇼 시즌5》 - 고정 MC